# Anton Babich von Lovinac
Anton Babich von Lovinac, avstrijski general, * 23. junij 1856, † 18. april 1935.

## Življenjepis
Med letoma 1907 in 1911 je bil poveljnik 23. pehotnega polka, ob pričetku prve svetovne vojne pa je bil poveljnik 5. gorske brigade.
Upokojen je bil 1. decembra 1918.

## Pregled vojaške kariere
Napredovanja
- generalmajor: 1. maj 1911 (z dnem 18. majem 1911)
- naslovni podmaršal: 10. november 1916